# Рат у Словенији
Рат у Словенији или Десетодневни рат (словен. Slovenska osamosvojitvena vojna — „Словеначки рат за независност“ или словен. Desetdnevna vojna — „Десетодневни рат“) био је рат окарактерисан понекад као кратак конфликт на територији данашње државе Словеније, тадашње федералне јединице СФРЈ, између Словеначке територијалне одбране и Југословенске народне армије (ЈНА) после једностраног проглашења Словеније као независне државе 1991. године.
25. јуна 1991. године, словеначки и хрватски парламенти донели су одлуку о проглашењу независности чиме је формално почео распад Југославије. Два дана касније јединице ЈНА напустиле су касарне и кренуле на граничне прелазе тадашње СФРЈ који су се налазили између осталог и у Словенији. Намера им је била да не дозволе измене натписа државе. Настао је рат између припадника ЈНА и словеначких територијалаца, које су предводили Јанез Јанша и Игор Бавчар. Рат је трајао десетак дана. Наиме, 18. јула Председништво СФРЈ доноси одлуку о повлачењу ЈНА из Словеније. Приликом опсада војних база ЈНА у Словенији, долази до крвавих напада словеначких територијалаца на војнике тада још увек регуларне војске у тим базама. Исход оваквих напада је био већи број погинулих војника, који су били на одслужењу редовног војног рока, а који су имали од 18-23 године.

## Одвајање Словеније од СФРЈ

### Словенија и СФРЈ у првој половини 1991.
У Београду 24.1.1991. састале су се делегације Србије, коју је водио Слободан Милошевић, и делегација Словеније, коју је водио, Милан Кучан. На том састанку Милошевић је рекао да Србија неће правити тешкоће Словенији ако она одлучи да се одвоји на миран начин у складу са уставом и правом Словенаца на самоопредељење до одвајања. Ипак, Кучан и остале вође Словеније одабрале су да се насилно и без договора одвоје од СФРЈ, а разлози за ту одлуку нису потпуно јасни.
Од марта до почетка јуна 1991. Словенија је завршавала припреме за рат против ЈНА. Рушећи установе СФРЈ, посланици у скупштини Словеније 6.3.1991. прогласили су обуставу слања младића из Словеније у ЈНА. Министарство војске Словеније тражило је 23.3.1991. од ЈНА да за три месеца напусти подручје Словеније, а Територијална одбрана Словеније изводила је и војне вежбе припремајући се за оружани сукоб са ЈНА. Почетком јуна 1991. јавно је извршено полагање заклетве око 260 редовних војника Републике Словеније у Игу (који је пре био затвор) код Љубљане и Пекрама код Марибора. Пред сукоб, резервни састав милиције Словеније позван је на дужност 20.6.1991. године, а полиција и ТО Словеније имали су око 35.000 наоружаних људи на почетку сукоба. Насупрот томе, само 5. војна област ЈНА средином 1991. имала је око 40.000 војника, око 200 авиона и хеликоптера, око 1.160 тенкова и око 3.000 артиљеријских оруђа, али укупно ЈНА је имала више од 160.000 официра и војника у то време. Због тога, армија коју је Словенија стварала била је "смешна" у односу на ЈНА, а озбиљан оружани сукоб могао се завршити потпуним поразом Словеније.
Ипак, пред почетак оружане побуне у Словенији из највеће војне, политичке и економске силе света САД стигао је државни секретар Џејмс Бејкер у Београд 21.6.1991. и упозорио владу СФРЈ да САД неће допустити промену републичких граница у СФРЈ, и да не сме насилно (војском) бити спречавано одвајање Словеније и Хрватске. После таквог упозорења од високог представника САД, влада СФРЈ није смела помислити на потпуну употребу силе којом ЈНА располаже. Насупрот томе, вође Словеније су знале да могу и оружано нападати ЈНА без страха да ће нападнута ЈНА употребити сва средства у одговору.

### Проглашење независности Словеније
У Загребу 22.6.1991. састали су се Ф. Туђман, М. Кучан, председник владе Словеније Лојзе Петерле и председник владе Хрватске Јосип Манолић да се договоре о истовременом проглашењу самосталности од Југославије. Наде у престоници савезне државе Београду да ће рат бити избегнут распршиле су се 25. јуна 1991. године, када су скупштине Словеније и Хрватске донеле одлуке о проглашењу независности чиме је почео насилни распад Југославије. 
Поступак је био очекиван и није изненадио представнике савезне државе у Београду. Савезно веће Скупштине Социјалистичке Федеративне Југославије је донело, истог 25. јуна 1991. године, одлуку којом се једнострано проглашено одвајање Словеније проглашава ништавним. Заседало је и Савезно веће СФРЈ, то јест влада СФРЈ, која је закључила да су одлуке о одвајању Словеније и Хрватске незаконите, а наредила је савезној полицији и Оружаним снагама СФРЈ да спрече полицију и Територијалну одбрану Словеније у покушају да преузму граничне прелазе СФРЈ. Одлуку и наредбу које су донете на седници 25-26.6.1991. потписао је председник савезне владе Анте Марковић, а објављена је 26.6.1991. и имала се применити један дан после објављивања.
Дан после једностране одлуке, 26.6.1991. полиција Словеније преузимала је граничне прелазе и царинарнице и скидала са њих државне симболе СФРЈ.
Иако је ЈНА била против независности Словеније, била је подељена око тога како то спречити. У врху ЈНА, Срби су били мањина, а један од њих начелник генералштаба Благоје Аџић је заговарао операцију великих размера како би се уклонило словеначко руководство. Његов надређени, министар одбране Вељко Кадијевић, национално опредељен као Југословен, је тражио да се само покаже војна сила и очекује попуштање владе Словеније, то јест да она одбаци проглашење независности. Након расправе, победило је Кадијевићево мишљење.
После доношења наредбе Марковићеве владе да се употребе оружане снаге, одлуку је требало да спроведе првенствено V армијска област, која је имала седиште у Загребу а њен заповедник био је Конрад Колшек, по националности Словенац. У поподневним сатима 26. јуна 1991. део војника V армијске области из Илирске Бистрице (око 350 војника са 11 тенкова) почео је да преузима граничне прелазе од милиције и цариника Словеније. Више војника и припадника савезне милиције СФРЈ кренуло је 27.6.1991. да изврши наредбу савезне владе и савезног секретара за народну одбрану (министра војног) Вељка Кадијевића о преузимању контроле на граници према Италији, Аустрији и делу границе са Мађарском. Ипак, Кадијевић је одлучио да употреби мање од 2.000 војника и око 100 тенкова и других оклопних возила, а савезна милиција и управа царина послали су још око 730 милиционера и људи, а свим послатим војницима и милиционерима издато је наређење да оружје употребе само у случају „нужне одбране“.

### Општа слика кратког рата у Словенији
Пред проглашење независности, ТО Словеније се распоређивала око касарни и положаја Југословенске народне армије. Тако су их опкољавали и спремали се за сукоб, а 26.6.1991. полиција Словеније почела је да преузима граничне прелазе и царинарнице, а скидала је са њих државне симболе СФРЈ.
Министар одбране Вељко Кадијевић је наредио да се употреби мање од 2.000 војника са око 100 тенкова и других оклопних возила, а савезна милиција и управа царина послали су још око 730 милиционера и службеника, а војницима ЈНА и савезним милиционерима издато је наређење да оружје употребе само у случају „нужне одбране”. Та акција је почела у поподневним сатима 26. а наставила се 27.6.1991. После постављања препрека на путевима од јутра 27.6.1991. војска и полиција Словеније почеле су оружано нападати јединице ЈНА, а тако су почели међусобни оружани сукоби и прва убистава у њима. Словеначким територијалцима командовали су Министар одбране Словеније Јанез Јанша и начелника Штаба ТО Словеније Јанез Слапар, а министар полиције Словеније био је Игор Бавчар.
Већ 28.6.1991. Европска заједница је обуставила сваку економску помоћ СФРЈ, а то је било кажњавање владе СФРЈ која је покушала војно да спречи одвајање Словеније. Истовремено из Европске заједнице послата су три министра (Жак Пост, Ђани де Микелис и Ханс ван ден Брук) у Југославију да као „посредници” од С. Милошевића (Србија), Б. Јовића (Председништво СФРЈ), М. Кучана (Словенија) и Ф. Туђмана (Хрватска) у Београду и Загребу 28. и 29.6.1991. добију обећање да ће: 1) С. Месић бити изабран за председника Председништва СФРЈ, 2) да ће бити обустављени оружани напади и 3) да ће се зауставити примена декларација о независности Словеније и Хрватске на 3 месеца.
Јединице савезног СУП‐а и цариници су кренули у заузимање граничних прелаза на територији Словеније. Јединице 5. војне области ЈНА су биле у готовости за садејство и омогућавање извршења задатка. Међутим, одлучност јединица ТО Словеније и полиције значајно су промениле ток замишљене акције. Заузимање прелаза претворило се у прави рат уз употребу оклопно‐механизованих састава и авијације. Није очекиван овакав ток догађаја. Ни данас није јасно зашто се јединице ЈНА нису кретале у борбеном поретку него у маршевским колонама и зашто команданти састава нису развијали јединице него су чекали у очекујућим рејонима. Борба је очигледно опструисана. Авијација ЈНА бомбардовала је војни аеродром „Брник” али већ након дан‐два било је јасно да та стратегија неће дати резултате. Део команде 5. војне области ЈНА измештен је убрзо на простор војног полигона Слуњ у САО Крајини.
Према саопштењу Штаба Врховне команде оружаних снага СФРЈ, против јединица ЈНА, које су на територији Републике Словеније извршавале своје уставне обавезе у обезбеђивању границе и територијалне целовитости државе водио се рат „на прљав, суров и подмукао начин”, а полиција и ТО Словеније хапсили су војнике и официре ЈНА у градском превозу, на улицама и њиховим становима. Вође Србије и Срба, као Слободан Милошевић тражиле су од Вељка Кадијевића да повуче ЈНА из Словеније У Словенији појединци и целе јединице ЈНА предавале су се и број заробљених је брзо растао.
Рат је трајао десетак дана и завршен је Брионском изјавом, коју су, уз посредовање три министра ЕЗ (Ханс Ван де Брук, Жак Пос и Жоао Пинеиро) 7.7.1991. прихватили представници Словеније (које су водили М. Кучан и Л. Петерле), представници СФРЈ (А. Марковић и Б. Јовић и други чланови Председништва СФРЈ) и представници Хрватске, а према тој изјави Председништво СФРЈ и А. Марковић пристали су да дође посматрачка мисија из ЕЗ у Словенију и надзире примирје, али договорено је да се примени тромесечни „мораторијум” на декларације о издвајању Словеније и Хрватске из СФРЈ. У кратком сукобу убијено је између 60 и 70 личности, а око две трећине убијених (44 лица) били су припадници ЈНА, убијено је неколико цивила (и странаца). У неким случајевима изгледа да је војска Словеније убијала војнике који се предају, то јест извршила је ратне злочине као на прелазу Холмец, Шкофије код Копра и Медвеђек код Требња. Десетодневни рат у Словенији оставио је тешке трагове на јединице које су у том рату учествовале. Губици у техници и људству нису били велики, али је зато стање морала било катастрофално. Догађаји у Словенији су поспешили одлуку да се ТО САО Крајина подели наоружање. Један број јединица из Словеније биће предислоциран на простор САО Крајине а њихово наоружање после 15.05.1992. године преузела је ТО САО Крајине. Врло чудна је инертна улога тадашњег Савезног Извршног Већа Југославије као и Генералштаба ЈНА око дешавања у СР Словенији из простог разлога што се из приложеног види како они нису имали реалну слику стања на терену. Мала је вероватноћа да Контраобавештајна служба ЈНА није свој посао одрадила добро у смислу слања извештаја и сличног. ЈНА није испунила своју уставом СФРЈ јасно дефинисану обавезу „заштите Уставног поретка и територијалног интегритета СФРЈ”, већ се повукла са дела територије СФРЈ мењајући при томе спољне границе СФРJ.

### Оружани сукоби по данима

#### 27. јун
После првог успешног изласка ЈНА на границу 26.6.1991. који је прошао без оружаног сукоба, дошло је до промене 27.6.1991. и почели су оружани напади на ЈНА у Словенији. Већ у раним јутарњим сатима 27.6.1991. године 306. против-ваздушна бригада, са седиштем у Карловцу, прешла је у Словенију код Метлике, али је нападнута. Неколико сати касније, колона тенкова и оклопних транспортера напустила је своју касарну у Врники код Љубљане и упутила се ка међународном аеродрому Брник, али Словенци су на путевима као препреке поставили аутомобиле и камионе, а ЈНА је морала насилно склонити цивилна возила са пута да стигне до аеродрома. На североистоку су снаге ЈНА напустиле Марибор и кренуле су према оближњем прелазу Шентиљ и пограничном месту Дравограду, али су и они морали уклањати препреке које су направљене од камиона и аутомобила на путевима. Југословенско ратно ваздухопловство је бацало летке изнад разних делова Словеније, са њима се покушавало одвратити Словенце од отпора.
У раним сатима 27. јуна словеначко руководство је обавештено о покретима ЈНА. Војно вођство Пете армијске области, које је укључивало и Словенију, је било и у телефонском контакту са словеначким председником Миланом Кучаном и рекло му је да је задатак војске ограничен на преузимање граничних прелаза и аеродрома. Кучан је после тих разговора сазвао проширени састанак Председништва Словеније на ком је донета одлука да се пружи оружани отпор Југословенској народној армији и савезној милицији.
Територијална одбрана Словеније је искористила своју предност у бројности и спремност да прва употреби оружје приликом сусрета са ЈНА. Словеначки војници и полицајци опколили су касарне и заустављене колоне ЈНА, а на неким местима су отпочели оружани напади и дошло је до губитка првих живота. У Брнику је територијална одбрана напала војнике ЈНА који су држали аеродром. У другом нападу, у Трзину су убијена 4 припадника ЈНА, а погинуо је и један војник Републике Словеније, а остатак јединице ЈНА је приморан на предају. Територијална одбрана је такође покренула нападе на колоне тенкова ЈНА код Песнице, Орможа и Косезеа, код Илирске Бистрице. Колона тенкова из 32. механизоване бригаде ЈНА је блокирана код Орможа близу словеначке границе и није успела да се пробије кроз барикаде. 
Када су представници ЈНА упозорили Словеначку владу да ће ЈНА користити хеликоптере да пренесе специјалне јединице на стратешке локације. Влада Словеније је одговорила команди Пете армијске области да ће хеликоптери бити обарани. Вођство ЈНА није веровало да ће Словенци обарати хеликоптере и убијати пилоте, али то се догодило. Изнад Љубљане 27. јуна, словеначка територијална одбрана је оборила два хеликоптера ЈНА, убивши оне које су били у њима.
Упркос пометњи и борбама, ЈНА је ипак успешно извршила велики део свог циља. До поноћи 27. јуна је заузела све прелазе дуж италијанске границе, скоро све прелазе на аустријској граници и нове прелазе успостављене дуж словеначке границе са Хрватском. Међутим, много њених јединица је још увек било заглављено на рањивим положајима широм Словеније.

#### 28. јун
Током ноћи између 27. и 28. јуна, словеначкој територијалној одбрани је наређено да изведе општу офанзиву против ЈНА. Колона ЈНА која је била дан раније нападнута код у Песници је блокирана од стране словеначких камиона у Стриховецу, неколико километара од границе са Аустријом, где је опет била нападнута од словеначке територијалне одбране и полиције. У Медвеђеку у централној Словенији, камионске барикаде су зауставиле још једну колону тенкова. У ваздушним нападима на барикаду погинуло је 6 возача камиона. Жестоке борбе су избиле изван Нове Горице на прелазу са Италијом, где су словеначки специјалци уништили три Т-55 тенка и заробили још три. Четворица војника ЈНА је погинуло, а око 100 се предало.
Словеначке снаге су заузеле гранични прелаз код Холмеца, уз две жртве са своје стране и три са стране ЈНА; 91 припадник ЈНА се предао. Словеначки територијалци су напали касарну ЈНА у Буковју код Дравограда, а складиште оружја у Боровници је пало у посед територијалаца. Југословенско ваздухопловство је напало бројне локације пиром државе, међу њима и аеродром Брник, приликом чега су погинула два аустријска новинара, а тешко је оштећено 4 авиона Адрија ервејза. Ваздухопловство је такође напало словеначки штаб у Кочевској Реци и радио и телевизијске предајнике на Криму, Куму, Трдиновом врху и Наносу.
До краја дана ЈНА је још увек држала многе од своји положаја, али је брзо губила подршку. Многи словеначки припадници ЈНА су дезертирали и променили стране.

#### 29. јун
Избијање рата смањило је дипломатске напоре Европске заједнице да би се пронашао крај кризе. Три ЕК Министра иностраних послова састали су се са словеначким и представницима југословенске владе у Загребу у ноћи између 28. јуна - 29. јуна и договорили су се о прекиду ватре, али то није заживело у пракси. Ујутро, Словенци су постигли неколико значајних војних успеха. Јединице ЈНА у Љубљани у близини аеродрома Брник предали су се словеначким снагама, који су опколили објекат преко ноћи. На северу, неколико тенкова ЈНА, били су заробљени у близини Стриховеца, што је касније овај огранак ТО Словеније реорганизована у ТО-тенковску чету. Специјалне снаге ЈНА покушале су слетање на Хрватини, али је из заседе овај напад одбијен од стране Словенаца. На граничним прелазима у Шемпетер-Вртојби и Шентиљу, такође су нападнути од словеначког ТО-а, и том приликом запленили оружје федералних трупа и тенкова, повећавајући обим њиховог арсенала.
ЈНА је издала ултиматум да Словенија пристане на хитан прекид непријатељстава од 09:00 30. јуна. Као одговор, словеначки скупштина усвојила резолуцију која позива на мирно решење кризе која није угрозио независност Словеније, и одбацио ултиматум ЈНА.

#### 30. јун
Рат се наставио у неколико места у току дана. Словеначке снаге заузеле стратешки Караваски тунел испод Алпа на граници са Аустријом и заробили девет тенкова ЈНА, у близини Нове Горице. Цео ЈНА гарнизон у Дравограду - 16 официра и 400 мушкараца, као и опрема се предао, а гарнизони у Толмину и Бовецу такође су се предали Словеначкој ТО. Оружје заробљено из гарнизона је брзо подељено словеначким снагама.

#### 1. јул
До више окршаја дошло, са словеначким снагама ТО приликом заузимања објеката ЈНА код места Нова Вас, јужно од Љубљане. ЈНА складиште муниције на Црном Врху је уништено од велике експлозије а оштећен је знатно и град. Међутим, Словенци су успешно заробили складишта Печовник, Буковжлак и Залошка Горици, узимајући у посед неких 70 камиона муниције и експлозива.
ЈНА је 306. Лаки механизовани артиљеријски пук ступо је у повлачење из своје изложене позиције у Медведјенику и кренуо у шуму Краковски (Краковски Гозду) у близини хрватске границе. Ту је налетео на блокаду у близини града Кршко и био је окружен словеначким снагама, али је одбио да се преда, вероватно надајући се за помоћи.
У међувремену, руководство ЈНА тражило је дозволу да промени темпо ратовања. Министар одбране Вељко Кадијевић обавестио југословенску владу који је план ЈНА - ограничене операције да се обезбеде гранични прелази у Словенији је пропао, и да је време да се у рад стави резервни план за потпуну инвазију и увођење војне диктатуре у Словенији. Међутим, кабинет на чијем челу у време је председавала Србија, Борисав Јовић - одбио да одобри такве операције. Начелник генералштаба ЈНА генерал Благоје Аџић, био је бесан и јавно осудио савезни орган: "да нас стално ометају, захтевајући преговоре док Словенци нас нападају са свим могућим средствима."

#### 2. јул
Најтеже борбе у току рата десиле су се током 2. јула, који се показао као круцијални дан за ЈНА. ЈНА тенковска колона у Краковској шуми претрпела је напад од јединица ТО, приморавајући их да се предају. Јединице ЈНА из Четвртог оклопног армијског корпуса покушале су контранапад из Јастребарског у Хрватској, али су поражене у близини пограничног града Брегана. Словеначки ТО извео је монтиране успешне нападе на граничне прелазе у Шентиљу, Горња Радгони, Фернетичи и Горјанском, заробљавајући велики број ЈНА војника. Други окршаји између ЈНА и ТО Словеније су се десили током поподнева и вечери у Дравограду а већи број објеката ЈНА пао је заробљен широм земље од словеначких снага.
У 21:00, словеначко председништво је објавило једнострани прекид ватре. Међутим, ово је одбијено од стране руководства ЈНА, које је обећало да ће "преузети контролу" и сломити словеначки отпор.

#### 3. јул
Велики конвоји оклопних јединица ЈНА кренули су из Београда у јутарњим сатима 3. јула, наводно да оду у Словенију. Никада нису стигли, према званичним тврдњама због механичких кварова.
Борбе су се наставиле у Словенији, ЈНА је уз помоћ снага које су биле упућене на гранични прелаз Горње Радгоне заустављене су у близини Раденце. Снаге ЈНА на граничном прелазу Ког су напале јединице ТО-а. У вечерњим сатима, ЈНА је пристала на прекид ватре и повлачење у касарне. У одвојеном инциденту недалеко од Раденце, у селу Храстје-Мота, југословенски хеликоптер Ми-8 био је принуђен због механичких проблема да слети. Хеликоптер је заплењен од стране словеначке војске, али није био сматран погодним за новорођену авијацију и враћен је у Београд 13. августа.

#### 4—6. јул
Са прекидом ватре на снази, две стране су се искључиле из даљег ратовања. Словеначке снаге преузеле контролу над свим граничним прелазима у земљи, а јединицама ЈНА било је дозвољено да се мирно повуку у касарне и да пређу границу у Хрватску.

#### 7. јул и касније
Десетодневни рат био је формално завршен Брионском декларацијом, потписаним на хрватском острву Бриони. Словеначко и хрватско руководство се изјаснило за независност. Услови су били изразито повољни за Словенију, договорено је да ће Словенија и Хрватска одложи независност за три месеца - што у практичном смислу није имало стварни утицај - словеначка полиција и оружане снаге (словеначка Територијална одбрана) су признати као суверена држава на целој својој територији.
Договорено је да све југословенске војне јединице напусте Словенију, а југословенској влади постављен је рок да до краја октобра заврше процес. Словеначка влада је инсистирала да ЈНА настави повлачење постављено под његовим условима, такође ЈНА није било дозвољено да преузме велики део свог тешког наоружања и опреме, које је касније било распоређено локално или продавано другим југословенским републикама.